# Charles Jordens
Charles Jordens (Sint-Gillis, 8 april 1890 - aldaar, 30 januari 1955) was een Belgisch syndicalist en politicus voor de BWP en diens opvolger de BSP.

## Levensloop
Jordens was van beroep laarzenmaker, later werd hij propagandist en vervolgens secretaris van de Centrale der Leder- en Vellenbewerking van België (CLVB). Tijdens de Tweede Wereldoorlog stemde hij tegen de Unie van Hand- en Geestesarbeiders (UHGA), maar bleef hij ondergronds syndicaal actief. Op 16 juni 1941 werd hij door de Duitse bezetter aangehouden voor onder meer het drukken en verspreiden van illegale pamfletten en La Libre Belgique. Hij werd vervolgens veroordeeld tot zes jaar en zes maanden dwangarbeid. In totaal bracht hij 47 maanden door in hechtenis in Duitse concentratiekampen.
In 1946 werd hij nationaal secretaris van de CLVB, een mandaat dat hij uitoefende tot de integratie van deze vakcentrale in de Algemene Centrale (AC). Voor deze centrale was hij vervolgens nog twee jaar nationaal secretaris. In 1947 werd hij schepen van Openbare Werken in Sint-Gillis, een mandaat dat hij uitoefende tot 1954. In 1954 werd hij waarnemend burgemeester ter vervanging van Paul-Henri Spaak die minister van Buitenlandse Zaken werd.
Er is een plein in Sint-Gillis naar hem vernoemd, met name het Charles Jordenssquare.